# Parastasia nigroscutellata
Parastasia nigroscutellata är en skalbaggsart som beskrevs av Ohaus 1901. Parastasia nigroscutellata ingår i släktet Parastasia och familjen Rutelidae. Inga underarter finns listade i Catalogue of Life.